# Championnat d'Afrique masculin de volley-ball 2013
Navigation
Édition précédente Édition suivante
Le 19e championnat d'Afrique masculin de volley-ball s'est déroulé du 21 au 27 septembre 2013 à Sousse. Il met aux prises les six meilleures équipes africaines.

## Équipes présentes
- Tunisie
- Égypte
- Maroc
- Algérie
- Cameroun
- Libye

## Compétition
| # | Équipe   | Pts | J | G | P | Sp | Sc | Ratio | Pp  | Pc  | Ratio |
| - | -------- | --- | - | - | - | -- | -- | ----- | --- | --- | ----- |
| 1 | Égypte   | 14  | 5 | 5 | 0 | 15 | 5  | 3     | 473 | 397 | 1.191 |
| 2 | Tunisie  | 10  | 5 | 4 | 1 | 13 | 8  | 1.625 | 485 | 464 | 1.045 |
| 3 | Maroc    | 7   | 5 | 3 | 2 | 11 | 11 | 1     | 483 | 495 | 0.976 |
| 4 | Cameroun | 7   | 5 | 2 | 3 | 10 | 11 | 0.909 | 464 | 453 | 1.024 |
| 5 | Algérie  | 7   | 5 | 1 | 4 | 11 | 12 | 0.917 | 493 | 478 | 1.031 |
| 6 | Libye    | 0   | 5 | 0 | 5 | 2  | 15 | 0.133 | 309 | 420 | 0.736 |

## Classement final
| Place              | Équipe   |
| ------------------ | -------- |
| Médaille d'or      | Égypte   |
| Médaille d'argent  | Tunisie  |
| Médaille de bronze | Maroc    |
| 4                  | Cameroun |
| 5                  | Algérie  |
| 6                  | Libye    |

## Distinctions individuelles
- MVP : Abdellatif Othman ()
- Meilleur attaquant : Noureddine Hfaiedh ()
- Meilleur contreur : Youssef Oughlef ()
- Meilleur serveur : Kamel Ouali ()
- Meilleur passeur : Ahmed Abdelhay ()
- Meilleur défenseur : Abdallah Abdessalam ()
- Meilleur libero : Anouer Taouerghi ()